# Alvøy i Fjell
Alvøy i Fjell ou Alvøy est une île dans le landskap Sunnhordland du comté de Vestland. Elle appartient administrativement à Øygarden.

## Géographie
Rocheuse et couverte d'une légère végétation, elle s'étend sur environ 11 km de longueur pour une largeur approximative de 6 km. 
Située à l'ouest de Hjeltefjorden, elle comptait 760 habitants en 2001. Son village le plus important est Alveim (en). 